# Gençac de Bolonha
Gençac de Bolonha (francès Gensac-de-Bolougne) és un municipi del departament francès de l'Alta Garona, a la regió d'Occitània.